# Carlos Llavador
Carlos Llavador (n. 26 aprilie 1992, Madrid) este un scrimer spaniol specializat pe floretă.
Primul său rezultat notabil a fost o medalie de bronz la Campionatul European de Scrimă pentru tineret din 2015 de la Vicenza. A fost singurul floretist din Spania la Campionatul European din 2015 de la Montreux. Aflat pe locul 136 mondial înainte competiției, a produs surpriza, ajungând în semifinală după ce a trecut de britanicul Richard Kruse. A fost învins de italianul Andrea Cassarà și s-a mulțumit cu bronzul. Legitimat la Sala de Armas de Madrid, se va pregăti la Frascati Scherma în sezonul 2015-2016, alături de Daniele Garozzo, vicecampion european la Montreux.

## Legături externe
- Prezentare Arhivat în 26 iunie 2015, la Wayback Machine. la Confederația Europeană de Scrimă
- en Carlos Llavador la Olympedia.org